# 1558 en France
Chronologie de la France
- 1554
- 1555
- 1556
- 1557
- 1558
- 1559
- 1560
- 1561
- 1562

## Événements
- 8 janvier : prise de Calais, la dernière possession anglaise sur le continent, par les Français sous la conduite de François Ier, duc de Guise, après huit jours de siège[1]. La reine d’Angleterre, Marie Tudor, est dans l’obligation de faire la paix.
- 20 janvier :  François Ier de Guise s’empare de Guînes puis de Ham[1].
- Février : banqueroute partielle[2]. Henri II de France réduit le taux d’intérêt des rentes. La mesure provoque la panique sur les marchés boursiers. Faillite du Grand Parti de Lyon[3].
- 24 avril : le dauphin François (futur François II) épouse Marie Stuart[4].
- 13-19 mai, Paris[5] : quatre mille huguenots chantent des psaumes au Pré-aux-Clercs.
- 13 juillet : défaite française à la bataille de Gravelines face aux Espagnols du comte d’Egmont. Négociations de paix entre les Habsbourg et les Valois durant l’été[6].
- 29 juillet : Le Conquet est saccagé par une flotte anglo-espagnole[7].

- Les Rohan et d’autres nobles bretons épousent le calvinisme[8].
- Assèchement des étangs près de Narbonne[9].

## Naissances en 1558
- Date précise connu:
  - 9 septembre: Philippe-Emmanuel de Lorraine, duc de Mercœur et de Penthièvre, marquis de Nomeny, baron d'Ancenis et gouverneur de Bretagne († 19 février 1602).
  - 6 octobre : Jacob Bunel, peintre français de la seconde école de Fontainebleau († 14 octobre 1614).
  - 8 décembre : François de La Rochefoucauld, cardinal français, évêque de Senlis († 14 février 1645).
  - 9 décembre : André du Laurens, premier médecin du roi Henri IV († 6 août 1609).
- Date précise inconnu:
  - Jérôme d'Avost, poète français († 1592).
  - Jules-César Boulenger, historien et jésuite français († 1er août 1628).
  - Fronton du Duc, prêtre jésuite, théologien et patrologue français († 25 septembre 1624).
  - Cardin Lebret, homme politique et juriste français († 24 janvier 1655).
  - François Solier, jésuite et théologien français († 16 octobre 1638).
  - Héliodore de Thiard, militaire français († 1593).
- Vers 1558:
  - Bénigne Poissenot, écrivain français († ?).

## Décès en 1558
- Date précise inconnu:
  - Clément Janequin, prêtre et compositeur français (° vers 1485).
- Date précise connu:
  - 14 octobre : Mellin de Saint-Gelais, poète de cour français (Angoulême (° vers 1491).